# 顺-2-癸烯酸
顺-2-癸烯酸是一种不饱和脂肪酸，化学式C10H18O2，为无色油状液体。

## 制备和存在
顺-2-癸烯酸可以由1-碘-1-壬烯经过锂-卤素交换后与二氧化碳反应得到。
顺-2-癸烯酸可由铜绿假单胞菌（学名：Pseudomonas aeruginosa）产生，它可能有潜力对抗传染病中隐含的生物薄膜。这种生物薄膜存在于60%以上的医疗照顾相关感染案例中。